# Глебово (Торжокский район)
Глебово — деревня в Торжокском районе Тверской области России. Входит в состав Яконовского сельского поселения.

## География
Деревня находится в центральной части Тверской области, в зоне хвойно-широколиственных лесов, в пределах восточной оконечности Валдайской возвышенности, при автодороге 28Н-1724, на расстоянии примерно 26 километров (по прямой) к северо-западу от Торжка, административного центра района. Абсолютная высота — 193 метра над уровнем моря.

### Климат
Климат характеризуется как умеренно континентальный, влажный, с морозной зимой и умеренно тёплым летом. Среднегодовая температура воздуха — 3,9 °C. Средняя температура воздуха самого холодного месяца (января) — −10,2 °C (абсолютный минимум — −48 °C); самого тёплого месяца (июля) — 16,9 °C (абсолютный максимум — 35 °C). Вегетационный период длится около 169 дней. Годовое количество атмосферных осадков составляет около 575—600 мм, из которых большая часть выпадает в тёплый период. Снежный покров держится в течение 135 −140 дней. Среднегодовая скорость ветра варьирует в пределах от 3,1 до 4,1 м/с.

### Часовой пояс
Деревня Глебово, как и вся Тверская область, находится в часовой зоне МСК (московское время). Смещение применяемого времени относительно UTC составляет +3:00.

## Население
| 2010 |
| ---- |
| 19   |

### Национальный состав
Согласно результатам переписи 2002 года, в национальной структуре населения русские составляли 100 % из 34 чел.